# Certificado de naturalização alemã

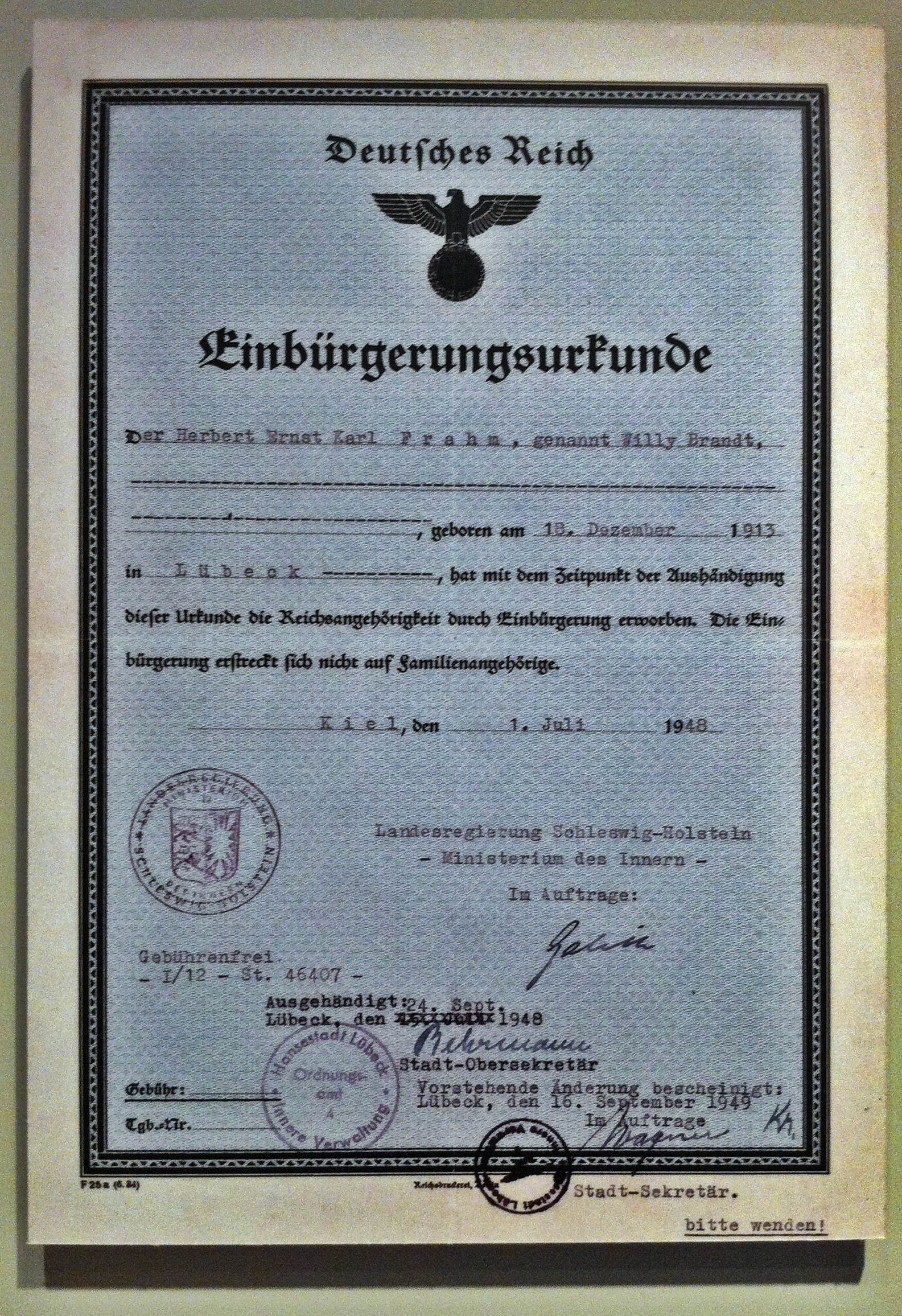
Certificado de naturalização de 194, atestando que o titular adquiriu a nacionalidade alemã por naturalização.

O certificado de naturalização alemã (em alemão:  Einbürgerungsurkunde) é um documento emitido por um órgão público da Alemanha normalmente após um procedimento administrativo para comprovar que o titular tem a nacionalidade alemã de forma derivada de acordo com a Lei de Nacionalidade Alemã (em alemão:  Staatsangehörigkeitsgesetz) ou com as Leis Fundamentais da Alemanha (em alemão:  Grundgesetz) em vigor no momento do requerimento da naturalização. Por esta razão, este certificado é apenas emitido para o titular que comprovar preencher os pré requisitos para a naturalização alemã de acordo com as leis de nacionalidade em vigor.
Um Einbürgerungsurkunde comprova oficialmente que o titular é um cidadão alemão 'a partir da data de emissão do documento, garantindo ao titular os direitos e deveres de um nacional. A aquisição da nacionalidade alemã por naturalização do titular não é estendida aos filhos nascidos antes da data de entrega do certificado e tampouco ao cônjuge.   
O Einbürgerungsurkunde pode ser solicitado para tornar diferentes atos jurídicos possíveis, como casamento civil, adoção, posse de cargos públicos ou mesmo para renovar ou emitir um passaporte alemão ou uma identidade alemã. 
Apesar deste documento ser um certificado que comprova que o titular possui a nacionalidade alemã, ele não deve ser confundido e nem utilizado como um documento de identidade, pois não há fotos ou impressões digitais que tornem possível reconhecer o titular e por esta razão este certificado não pode ser usado para fins de identificação civil.  
Tal certificado não deve ser confundindo com um certificado de nacionalidade alemã (em alemão:  Staatsangehörigkeitsausweis) que por sua vez informa que seu titular é nacional alemão de forma originária desde seu nascimento. 